# Unihockey-Weltmeisterschaft der Frauen 2019
Die 12. Unihockey-Weltmeisterschaft der Frauen fand vom 7. bis 15. Dezember 2019 in Neuenburg in der Schweiz statt. Die Schwedinnen, die bis jetzt auch die meisten Unihockey-Weltmeisterschaften gewonnen hatten, konnten ihren Titel verteidigen.
Die Veranstaltung wurde von der International Floorball Federation ausgetragen. Lokales Organisationskomitee war der Unihockey-Club FSG Corcelles-Cormondrèche.

## Veranstaltungsort

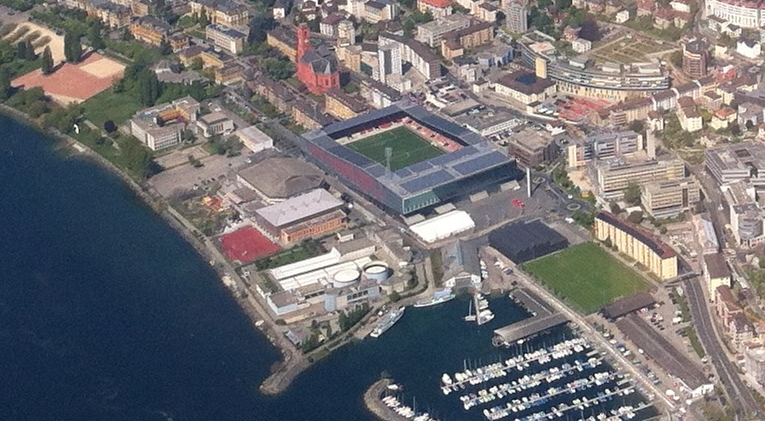
Patinoire du Littoral links neben und La Riveraine rechts unterhalb des Fussballstadions

Die Spiele der Unihockey-Weltmeisterschaft 2019 der Frauen fanden in Neuenburg im Stadtteil Maladière in zwei Sporthallen im Umfeld des Stade de la Maladière statt. Die Hauptarena ist das Eisstadion von HC Université Neuchâtel.
Der Veranstaltungsort Neuenburg wurde ausgewählt, um den Sport in der Romandie bekannter zu machen und zu fördern.
| \| Neuenburg \| |
| Neuenburg       |

| Neuenburg |

## Qualifikation
Insgesamt nahmen 28 Mannschaften an den kontinentalen Qualifikationsturnieren teil. Die Qualifikationsturniere wurden zwischen den 27. Januar und 9. Februar 2019 in Detroit, Bangkok, Trenčín und Danzig ausgetragen. Die 16 Plätze für die Endrunde wurden wie folgt vergeben:
- Europa: 11 Teilnehmer (inkl. Gastgeber Schweiz)
- Amerika: 1 Teilnehmer
- Asien und Ozeanien: 4 Teilnehmer

### Teilnehmer

Gastgeber
Qualifiziert
Nicht qualifiziert

Gastgeber Schweiz ist automatisch qualifiziert.
| 11 aus Europa       | Schweden           | Finnland | Schweiz  | Tschechien  |
| inklusive Gastgeber | Lettland           | Slowakei | Polen    | Deutschland |
|                     | Norwegen           | Dänemark | Estland  |             |
| 1 aus Amerika       | Vereinigte Staaten |          |          |             |
| 4 aus Asien         | Australien         | Japan    | Singapur | Thailand    |

## Modus
Es wird in vier Gruppen à vier Teams gespielt werden. In Gruppe A und B spielten hierbei die acht in der Weltrangliste am besten platzierten Teilnehmer, in den Gruppen C und D die restlichen Teams. Die Auslosung der Teams in die Gruppen erfolgte am 14. Februar 2019 in Ittigen nach folgendem Schema.
|  | Direkt für das Viertelfinale qualifiziert |
|  | Für Playoff-Runde qualifiziert            |

| Gruppe A  | Gruppe B  | Gruppe C    | Gruppe D    |
| --------- | --------- | ----------- | ----------- |
| Platz 1–4 | Platz 1–4 | Platz 9–12  | Platz 9–12  |
| Platz 1–4 | Platz 1–4 | Platz 9–12  | Platz 9–12  |
| Platz 5–8 | Platz 5–8 | Platz 13–16 | Platz 13–16 |
| Platz 5–8 | Platz 5–8 | Platz 13–16 | Platz 13–16 |

Die beiden Erstplatzierten der Gruppen A und B qualifizierten sich nach der Gruppenphase direkt für das Viertelfinale, die Dritt- und Viertplatzierten spielten eine Playoff-Runde gegen die beiden Erstplatzierten der Gruppen C und D. Die Sieger dieser Playoff-Runde qualifizierten sich ebenfalls für das Viertelfinale.

## Auslosung
Die Teams wurden gemäß ihrer Platzierung in der Weltrangliste in vier Töpfe aufgeteilt. (In Klammern die aktuelle Position.)
| Topf 1         | Topf 2          | Topf 3                  | Topf 4        |
| -------------- | --------------- | ----------------------- | ------------- |
| Schweden (1)   | Lettland (5)    | Norwegen (9)            | Japan (14)    |
| Finnland (2)   | Slowakei (6)    | Dänemark (10)           | Singapur (15) |
| Schweiz (3)    | Polen (7)       | Vereinigte Staaten (11) | Estland (16)  |
| Tschechien (4) | Deutschland (8) | Australien (12)         | Thailand (19) |

### Gruppen
Die Mannschaften wurden nacheinander beginnend mit Topf 4 aus den Töpfen gezogen. Die Mannschaften aus Topf 3 und 4 wurden alternierend auf Gruppe C und D verteilt, die Mannschaften der Töpfe 1 und 2 auf Gruppe A und B. Die Auslosung ergab folgende Gruppen.
| Gruppe A    | Gruppe B   | Gruppe C | Gruppe D           |
| ----------- | ---------- | -------- | ------------------ |
| Schweiz     | Tschechien | Dänemark | Australien         |
| Finnland    | Schweden   | Norwegen | Vereinigte Staaten |
| Polen       | Slowakei   | Estland  | Singapur           |
| Deutschland | Lettland   | Japan    | Thailand           |

## Gruppenspiele

### Gruppe A
| Land        | Sp | S | U | N | +  | -  | Pkt |
| ----------- | -- | - | - | - | -- | -- | --- |
| Schweiz     | 3  | 3 | 0 | 0 | 30 | 05 | 6   |
| Finnland    | 3  | 2 | 0 | 1 | 35 | 10 | 4   |
| Polen       | 3  | 1 | 0 | 2 | 07 | 26 | 2   |
| Deutschland | 3  | 0 | 0 | 3 | 02 | 33 | 0   |

| 7. Dezember 2019 12:00 |  | Finnland Veera Kauppi (3), Oona Kauppi (2), Mia Karjalainen (3), Mia Vallenius, Sanni Nieminen, Milja-Maria Saarikoski, Inka Lampinen, Sara Piispa, Suvi Hämäläinen | 14:3 (5:2, 2:1, 7:0) Spielbericht | Polen Dominika Buczek, Justyna Krzywak, Agata Plechan | Patinoire du Littoral, Neuenburg Zuschauer: 1170 |

| 7. Dezember 2019 15:18 |  | Schweiz Corin Rüttimann (3), Flurina Marti (2), Julia Suter, Katrin Zwinggi, Nathalie Spichiger, Seraina Ulber, Tanja Stella, Michelle Wiki, Mirjam Hintermann | 12:1 (9:0, 2:1, 1:0) Spielbericht | Deutschland Laura Hönicke | Patinoire du Littoral, Neuenburg Zuschauer: 2251 |

| 8. Dezember 2019 13:31 |  | Finnland Jenna Saario, Mia Karjalainen, Oona Kauppi, Mia Vallenius | 4:7 (0:2, 1:3, 3:2) Spielbericht | Schweiz Brigitte Mischler, Lisa Liechti, Michelle Wiki, Corin Rüttimann (2), Nadia Reinhard, Margrit Scheidegger | Patinoire du Littoral, Neuenburg Zuschauer: 3542 |

| 8. Dezember 2019 16:30 |  | Polen Justyna Krzywak (2), Dominika Buczek, Katarzyna Rogala | 4:1 (1:0, 1:0, 2:1) Spielbericht | Deutschland Winona Jürgens | Patinoire du Littoral, Neuenburg Zuschauer: 365 |

| 9. Dezember 2019 18:00 |  | Deutschland | 0:17 (0:5, 0:6, 0:6) Spielbericht | Finnland Oona Kauppi (3), Sofia Leino (4), Laura Manninen, Veera Kauppi (4), Johanna Homi (2), Mia Vallenius, Ella Sundström | La Riveraine, Neuenburg Zuschauer: 142 |

| 10. Dezember 2019 19:30 |  | Polen | 0:11 (0:3, 0:5, 0:3) Spielbericht | Schweiz Michelle Wiki (3), Andrea Gämperli (2), Corin Rüttimann, Géraldine Rossier, Flurina Marti, Brigitte Mischler, Mirjam Hintermann, Chiara Gredig | Patinoire du Littoral, Neuenburg Zuschauer: 1586 |

### Gruppe B
| Land       | SP | S | U | N | +  | -  | Pkt |
| ---------- | -- | - | - | - | -- | -- | --- |
| Schweden   | 3  | 3 | 0 | 0 | 49 | 04 | 6   |
| Tschechien | 3  | 2 | 0 | 1 | 35 | 15 | 4   |
| Slowakei   | 3  | 1 | 0 | 2 | 11 | 47 | 2   |
| Lettland   | 3  | 0 | 0 | 3 | 08 | 37 | 0   |

| 7. Dezember 2019 18:15 |  | Slowakei | 1:23 (1:8, 0:5, 0:10) Spielbericht | Schweden | Patinoire du Littoral, Neuenburg Zuschauer: 1234 |

| 8. Dezember 2019 10:30 |  | Lettland | 2:14 (0:5, 0:2, 2:7) Spielbericht | Tschechien | Patinoire du Littoral, Neuenburg Zuschauer: 1371 |

| 9. Dezember 2019 13:30 |  | Slowakei | 7:5 (3:1, 2:1, 2:3) Spielbericht | Lettland | Patinoire du Littoral, Neuenburg Zuschauer: 879 |

| 9. Dezember 2019 19:29 |  | Schweden | 10:2 (4:0, 4:2, 2:0) Spielbericht | Tschechien | Patinoire du Littoral, Neuenburg Zuschauer: 426 |

| 10. Dezember 2019 16:30 |  | Tschechien | 19:3 (8:0, 5:3, 6:0) Spielbericht | Slowakei | Patinoire du Littoral, Neuenburg Zuschauer: 512 |

| 10. Dezember 2019 19:30 |  | Schweden | 16:1 (4:0, 6:0, 6:1)) Spielbericht | Lettland | La Riveraine, Neuenburg Zuschauer: 113 |

### Gruppe C
| Land     | Sp | S | U | N | +  | -  | Pkt |
| -------- | -- | - | - | - | -- | -- | --- |
| Norwegen | 3  | 3 | 0 | 0 | 14 | 09 | 6   |
| Dänemark | 3  | 2 | 0 | 1 | 17 | 08 | 4   |
| Estland  | 3  | 1 | 0 | 2 | 13 | 19 | 2   |
| Japan    | 3  | 0 | 0 | 3 | 05 | 13 | 0   |

| 7. Dezember 2019 12:00 |  | Japan | 0:5 (0:2, 0:1, 0:2) Spielbericht | Dänemark | La Riveraine, Neuenburg Zuschauer: 167 |

| 7. Dezember 2019 15:15 |  | Estland | 4:7 (0:1, 1:2, 3:4) Spielbericht | Norwegen | La Riveraine, Neuenburg Zuschauer: 164 |

| 8. Dezember 2019 15:00 |  | Japan | 4:6 (2:2, 2:1; 0:3) Spielbericht | Estland | La Riveraine, Neuenburg Zuschauer: 171 |

| 8. Dezember 2019 18:00 |  | Dänemark | 4:5 (1:4, 1:1, 2:0) Spielbericht | Norwegen | La Riveraine, Neuenburg Zuschauer: 165 |

| 9. Dezember 2019 16:30 |  | Norwegen | 2:1 (0:1, 1:0, 1:0) Spielbericht | Japan | Patinoire du Littoral, Neuenburg Zuschauer: 275 |

| 10. Dezember 2019 13:30 |  | Dänemark | 8:3 (2:1, 2:1, 4:1) Spielbericht | Estland | Patinoire du Littoral, Neuenburg Zuschauer: 1131 |

### Gruppe D
| Land               | Sp | S | U | N | +  | -  | Pkt |
| ------------------ | -- | - | - | - | -- | -- | --- |
| Singapur           | 3  | 3 | 0 | 0 | 14 | 06 | 6   |
| Australien         | 3  | 2 | 0 | 1 | 12 | 09 | 4   |
| Thailand           | 3  | 1 | 0 | 2 | 12 | 12 | 2   |
| Vereinigte Staaten | 3  | 0 | 0 | 3 | 11 | 22 | 0   |

| 7. Dezember 2019 18:15 |  | Australien | 5:4 (1:1, 3:1, 1:2) Spielbericht | Vereinigte Staaten | La Riveraine, Neuenburg Zuschauer: 241 |

| 8. Dezember 2019 12:00 |  | Thailand | 1:3 (1:0, 0:1, 0:2) Spielbericht | Singapur | La Riveraine, Neuenburg Zuschauer: 163 |

| 9. Dezember 2019 10:30 |  | Australien | 4:1 (0:1, 2:0, 2:0) Spielbericht | Thailand | Patinoire du Littoral, Neuenburg Zuschauer: 1072 |

| 9. Dezember 2019 15:00 |  | Vereinigte Staaten | 2:7 (2:1, 0:4, 0:2) Spielbericht | Singapur | La Riveraine, Neuenburg Zuschauer: 157 |

| 10. Dezember 2019 10:30 |  | Singapur | 4:3 (0:2, 3:0, 1:1) Spielbericht | Australien | Patinoire du Littoral, Neuenburg Zuschauer: 1401 |

| 10. Dezember 2019 16:30 |  | Vereinigte Staaten | 5:10 (1:2, 1:4, 3:4) Spielbericht | Thailand | La Riveraine, Neuenburg Zuschauer: 137 |

## Platzierungsspiele Plätze 13–16
| 11. Dezember 2019 10:00 |  | Thailand | 3:6 (1:4, 0:1, 2:1) Spielbericht | Japan | La Riveraine, Neuenburg Zuschauer: 451 |

| 11. Dezember 2019 15:00 |  | Estland | 4:3 (0:1, 0:1, 3:1, 1:0) Spielbericht | Vereinigte Staaten | La Riveraine, Neuenburg Zuschauer: 137 |

### Spiel um Platz 15
| 12. Dezember 2019 10:00 |  | Thailand | 10:6 (3:3, 2:1, 5:2) Spielbericht | Vereinigte Staaten | Patinoire du Littoral, Neuenburg Zuschauer: 1151 |

### Spiel um Platz 13
| 12. Dezember 2019 13:00 |  | Japan | 4:3 (0:1, 3:1, 1:1) Spielbericht | Estland | Patinoire du Littoral, Neuenburg Zuschauer: 699 |

## Platzierungsspiele Plätze 9–12
| 12. Dezember 2019 12:00 |  | Dänemark | 9:4 (3:1, 5:2, 1:1) Spielbericht | Singapur | La Riveraine, Neuenburg Zuschauer: 97 |

| 12. Dezember 2019 15:00 |  | Australien | 2:7 (1:3, 0:3, 1:1) Spielbericht | Norwegen | La Riveraine, Neuenburg Zuschauer: 153 |

### Spiel um Platz 11
| 13. Dezember 2019 10:00 |  | Singapur | 1:3 (1:2, 0:0, 0:1) Spielbericht | Australien | Patinoire du Littoral, Neuenburg Zuschauer: 1131 |

### Spiel um Platz 9
| 13. Dezember 2019 13:00 |  | Dänemark | 2:3 (1:0, 0:1, 1:2) Spielbericht | Norwegen | Patinoire du Littoral, Neuenburg Zuschauer: 804 |

## Platzierungsspiele Plätze 5–8
| 14. Dezember 2019 10:00 |  | Deutschland | 1:6 (0:0, 0:1, 1:5) Spielbericht | Slowakei | La Riveraine, Neuenburg Zuschauer: 177 |

| 14. Dezember 2019 11:30 |  | Lettland | 1:6 (1:2, 0:2, 0:2) Spielbericht | Polen | Patinoire du Littoral, Neuenburg Zuschauer: 666 |

### Spiel um Platz 7
| 15. Dezember 2019 10:00 |  | Lettland | 3:4 (2:1, 1:3, 0:0) Spielbericht | Deutschland | La Riveraine, Neuenburg Zuschauer: 158 |

### Spiel um Platz 5
| 15. Dezember 2019 |  | Polen | 8:4 (1:2, 3:1, 4:1) Spielbericht | Slowakei | Patinoire du Littoral, Neuenburg Zuschauer: 1122 |

## Finalrunde

### Playoff-Runde
| 11. Dezember 2019 16:00 |  | Slowakei | 6:3 (3:1, 1:2, 2:0) Spielbericht | Dänemark | Patinoire du Littoral, Neuenburg Zuschauer: 363 |

| 11. Dezember 2019 13:00 |  | Deutschland | 7:6 (3:1, 2:4, 2:1) Spielbericht | Singapur | Patinoire du Littoral, Neuenburg Zuschauer: 369 |

| 11. Dezember 2019 12:00 |  | Lettland | 6:4 (1:2, 3:1, 2:1) Spielbericht | Norwegen | Patinoire du Littoral, Neuenburg Zuschauer: 105 |

| 11. Dezember 2019 19:00 |  | Polen | 10:3 (2:1, 3:2, 5:0) Spielbericht | Australien | Patinoire du Littoral, Neuenburg Zuschauer: 304 |

### Viertelfinale
| 12. Dezember 2019 19:00 |  | Schweiz Isabelle Gerig (3), Margrit Scheidegger, Nadia Reinhard, Julia Suter (2), Corin Rüttimann, Katrin Zwinggi, Michelle Wiki | 10:4 (5:0, 4:2, 1:2) Spielbericht | Lettland Paula Metala, Elizabete Pavlovska, Laura Gaugere (2) | Patinoire du Littoral, Neuenburg Zuschauer: 897 |

| 12. Dezember 2019 16:00 |  | Finnland | 8:6 (5:2, 1:2, 2:2) Spielbericht | Slowakei | Patinoire du Littoral, Neuenburg Zuschauer: 622 |

| 13. Dezember 2019 16:00 |  | Tschechien | 11:4 (4:3, 4:0, 3:1) Spielbericht | Polen | Patinoire du Littoral, Neuenburg Zuschauer: 740 |

| 13. Dezember 2019 19:00 |  | Schweden | 26:2 (8:1, 11:0, 7:1) Spielbericht | Deutschland | Patinoire du Littoral, Neuenburg Zuschauer: 492 |

### Halbfinale
| 14. Dezember 2019 14:30 |  | Schweden Emelie Wibron (2), Stephanie Boberg, Moa Gustafsson, Amanda Delgado Johansson | 5:4 (1:0, 3:3, 1:1) Spielbericht | Finnland My Kippilä, Jenna Saario, Oona Kauppi (2) | Patinoire du Littoral, Neuenburg Zuschauer: 2637 |

| 14. Dezember 2019 17:45 |  | Schweiz Isabelle Gerig (37.), Flurina Marti (52.), Julia Suter (58.), Julia Suter (59.), Seraina Ulber (60.), Michelle Wiki (60.), Michelle Wiki (65.) | 7:6 (0:3, 1:2, 5:1, 1:0) Spielbericht | Tschechien Tereza Urbánková (6.), Denisa Ratajová (7.), Eliška Krupnová (7.), Kamila Paloncyová (25.), Eliška Krupnová (28.), Nela Jiráková (44.) | Patinoire du Littoral, Neuenburg Zuschauer: 3734 |

#### Halbfinale Schweiz-Tschechien
Im Halbfinal zwischen der Schweiz und Tschechien lag das Heimteam bereits nach 7 Minuten mit drei Toren im Rückstand. Isabelle Gerig gelang erst in der 37. Minute den ersten Treffer für die Schweiz, als die Tschechinnen bereits zwei weitere Treffer erzielt hatten. In der 44. Minute konnte Nela Jiráková wieder auf einen 5-Tore-Vorsprung erhöhen. Erst in der 52. Minute fiel das nächste Tor für die Schweiz. Tschechien spielte nur noch in der Defensive und Denisa Ratajová verschoss in der 56. Minute einen Penalty. In der 58. Minute kam es zur Wende: Innerhalb von 79 Sekunden erzielten die Schweizerinnen meist ohne Torhüterin spielend vier Tore, so dass es zur Verlängerung kam. In der Nachspielzeit hatten die Schweizerinnen die Oberhand, und Michelle Wiki schoss das Siegestor, die Schweiz stand im Final. Diese Wende wird von vielen Medien als das «Wunder von Neuenburg» bezeichnet. Im Finalspiel erzwangen die Schweizerinnen wiederum durch ein Tor in der 60. Minute eine Verlängerung.

### Spiel um Platz 3
| 15. Dezember 2019 13:30 |  | Finnland | 5:4 (1:0, 0:3, 3:1, 1:0) Spielbericht | Tschechien | Patinoire du Littoral, Neuenburg Zuschauer: 3819 |

### Finale
| 15. Dezember 2019 16:30 |  | Schweden Moa Gustafsson (13., 23.), Johanna Hultgren (62.) | 3:2 (1:1, 1:0, 0:1, 1:0) Spielbericht | Schweiz Margrit Scheidegger (2.), Corin Rüttimann (60.) | Patinoire du Littoral, Neuenburg Zuschauer: 4250 |

## Abschlussplatzierungen
| RF | Team               |
| -- | ------------------ |
| 1  | Schweden           |
| 2  | Schweiz            |
| 3  | Finnland           |
| 4  | Tschechien         |
| 5  | Polen              |
| 6  | Slowakei           |
| 7  | Deutschland        |
| 8  | Lettland           |
| 9  | Norwegen           |
| 10 | Dänemark           |
| 11 | Australien         |
| 12 | Singapur           |
| 13 | Japan              |
| 14 | Estland            |
| 15 | Thailand           |
| 16 | Vereinigte Staaten |

## Medaillengewinnerinnen
| Weltmeister Schweden | Torhüterinnen: Alexandra Durling, Amanda Hill – Verteidigung: Stephanie Boberg, Moa Tschöp, Klara Molin, Lisa Carlsson, Myra Aggestal, Iza Rydfjall, Ida Sundberg, Isabell Krantz – Sturm: Anna Wijk, Ellen Rasmussen, Johanna Hultgren, Sofia Joelsson, Moa Gustafsson, Cornelia Fjellstedt, Alice Granstedt, Emelie Wibron, Sara Steen, Amanda Johansson Delgado Cheftrainer: Asa Karlson Assistenztrainer: Karolina Widar, Per Tjusberg         |
| Silber Schweiz       | Torhüterinnen: Monika Schmid, Lara Heini – Verteidigung: Brigitte Mischler, Tanja Stella, Nadia Reinhard, Flurina Marti, Lisa Liechti, Chiara Gredig – Sturm: Mirjam Hintermann, Andrea Gämperli, Michelle Wiki, Julia Suter, Isabelle Gerig, Margrit Scheidegger, Alexandra Frick, Corin Rüttimann, Seraina Ulber, Nathalie Spichiger, Katrin Zwinggi, Geraldine Rossier Cheftrainer: Rolf Kern Assistenztrainer: Jonas Grunder, Kari Koskelainen |
| Bronze Finnland      | Torhüterinnen: Tiltu Siltanen, Krista Nieminen – Verteidigung: Sanni Nieminen, Laura Manninen, Mia Karjalainen, Trine Sällström, Mia Vallenius, Inka Lampinen, My Kippilä – Sturm: Sara Piispa, Suvi Hämäläinen, Mia Karjalainen, Johanna Homi, Ella Sundström, Alisa Pöllänen, Oona Kauppi, Veera Kauppi, Milja-Maria Saarikoski, Jenna Saario, Sofia Leino Cheftrainer: Lasse Kurronen Assistenztrainer: Markus Huhtimo, Aki Vilander            |

## Statistik

### Beste Scorerinnen
Quelle: IFF; Abkürzungen: Sp = Spiele, T = Tore, A = Assists, Pkt = Punkte, SM = Strafminuten; Fett: Turnierbestwert
| Spielerin                 | Mannschaft         | Sp | T  | A  | Pkt | SM |
| ------------------------- | ------------------ | -- | -- | -- | --- | -- |
| Anna Wijk                 | Schweden           | 6  | 4  | 20 | 24  | 0  |
| Paulína Hudáková          | Slowakei           | 7  | 9  | 13 | 22  | 0  |
| Oona Kauppi               | Finnland           | 6  | 15 | 6  | 21  | 0  |
| Veera Kauppi              | Finnland           | 4  | 9  | 10 | 19  | 0  |
| Denisa Ratajová           | Tschechien         | 6  | 8  | 9  | 17  | 2  |
| Sofia Joelsson            | Schweden           | 6  | 12 | 4  | 16  | 2  |
| Emelie Wibron             | Schweden           | 6  | 10 | 6  | 16  | 0  |
| Rikke Ingebrigtsli Hansen | Norwegen           | 6  | 7  | 9  | 16  | 0  |
| Marie Haggstrom           | Vereinigte Staaten | 5  | 8  | 6  | 14  | 0  |
| Dominika Buczek           | Polen              | 7  | 8  | 6  | 14  | 4  |

### Beste Torhüterinnen
Quelle: IFF; Abkürzungen: Sp = Spiele, S = Saves, T = Tore, % = Fangquote; Fett: Turnierbestwert
| Spielerin         | Mannschaft | Sp | S  | T  | %     |
| ----------------- | ---------- | -- | -- | -- | ----- |
| Maiken Ellis      | Norwegen   | 6  | 44 | 5  | 89,79 |
| Alexandra Durling | Schweden   | 6  | 23 | 3  | 88,46 |
| Kamila Kotecka    | Polen      | 7  | 32 | 5  | 86,48 |
| Stine Moselund    | Dänemark   | 6  | 25 | 4  | 86,20 |
| Shannon Barnes    | Australien | 6  | 71 | 12 | 85,54 |
| Lara Heini        | Schweiz    | 6  | 75 | 13 | 85,22 |

### Zuschauer
Mit 44.513 Zuschauern war die zwölfte Austragung in Neuenburg die meistbesuchte Frauen-Weltmeisterschaft bis zu diesem Zeitpunkt (vor 2013 in Ostrava mit 43.804 Zuschauern). Damit wurden die Erwartungen der Organisatoren nach eigenen Angaben übertroffen. Zu beachten ist aber, dass 5000 Schulkinder als Zuschauer eingeladen worden sind. Es wurden 16.742 Eintrittskarten verkauft.

## Fernsehübertragung
Jedes Spiel wurde live über den YouTube-Channel der IFF übertragen, eine Auswahl auf den YouTube-Channels des Internationalen Olympischen Komitees und der World Games. Zusätzlich übertragen rund 15 Fernsehstationen aus 13 Ländern Partien in ihrem Land. Insgesamt wurden 41 Spiele live ausgestrahlt. Das Finalspiel wurde allein in der Schweiz, Schweden, Finnland und Tschechien von rund anderthalb Millionen Menschen verfolgt.
CZE, FIN, SUI and SWE